# Río Huantay
El río Huantay es un río ubicado en la provincia de Tarma, Junín que al confluir con el río Collana da lugar al río Tarma.